# NBA 2K (datorspel)
NBA 2K är det första spelet i NBA 2K-serien. Spelet utgavs av Sega Sports och utvecklades av Visual Concepts. Omslaget pryds av Allen Iverson som då spelade för Philadelphia 76ers.
Man kan välja mellan att spela träningsmatcher, grundserie eller slutspel. Man kan också skapa egna lag och spelare.

### Fotnoter
1. 1 2 3  ”NBA 2K” (på engelska). Gamefaqs. Arkiverad från originalet den 20 maj 2014. https://web.archive.org/web/20140520010738/http://www.gamefaqs.com/dreamcast/198053-nba-2k/data. Läst 19 maj 2014.